# Klínatka žlutonohá
Klínatka žlutonohá (Gomphus flavipes) je druh vážky z podřádu šídel. V Česku se vyskytuje vzácně ostrůvkovitě, častější bývá na Moravě. V České republice je chráněna zákonem jako silně ohrožený druh.

## Popis

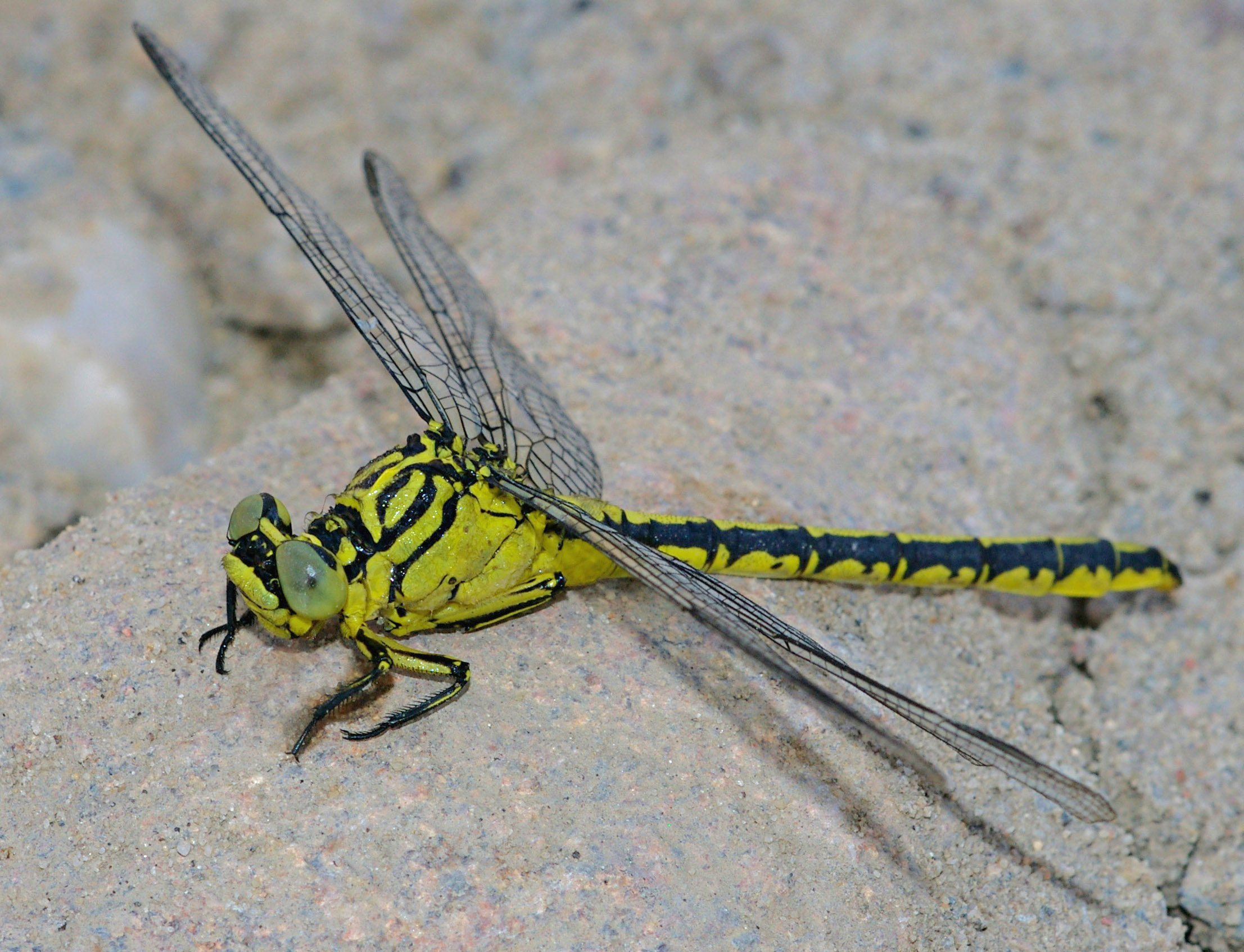

Její tělo je výrazně žlutě zbarvené s černými úzkými pruhy na hrudi. Oči se na temeni nestýkají (poznávací znak klínatek). Křídla jsou čirá. Nohy mají převládající žlutou barvu s podélnými černými pruhy a černými chodidly. Svrchu je zadeček černý s podélným žlutým pruhem uprostřed. Zadeček je u samečků na posledních článcích rozšířený.

## Způsob života
Nymfy (larvy) se líhnou z vajíčka po několika týdnech. Vajíčko někdy může i přezimovat, většinou ale přezimovává nymfa. Nymfy žijí na písčitých dnech čistých velkých vodních toků. Zde se živí malým vodním hmyzem. Nymfa se vyvíjí 2-4 roky. Dospělci se líhnou od května do července. Létají až do konce září.
Dospělé klínatky se většinou zdržují v blízkosti vodních toku. Samičky nemají kladélka, proto snáší vajíčka za letu nad vodní hladinou, na které jsou pak neseny proudem dál, než se uchytí na dně.